# Русское барокко

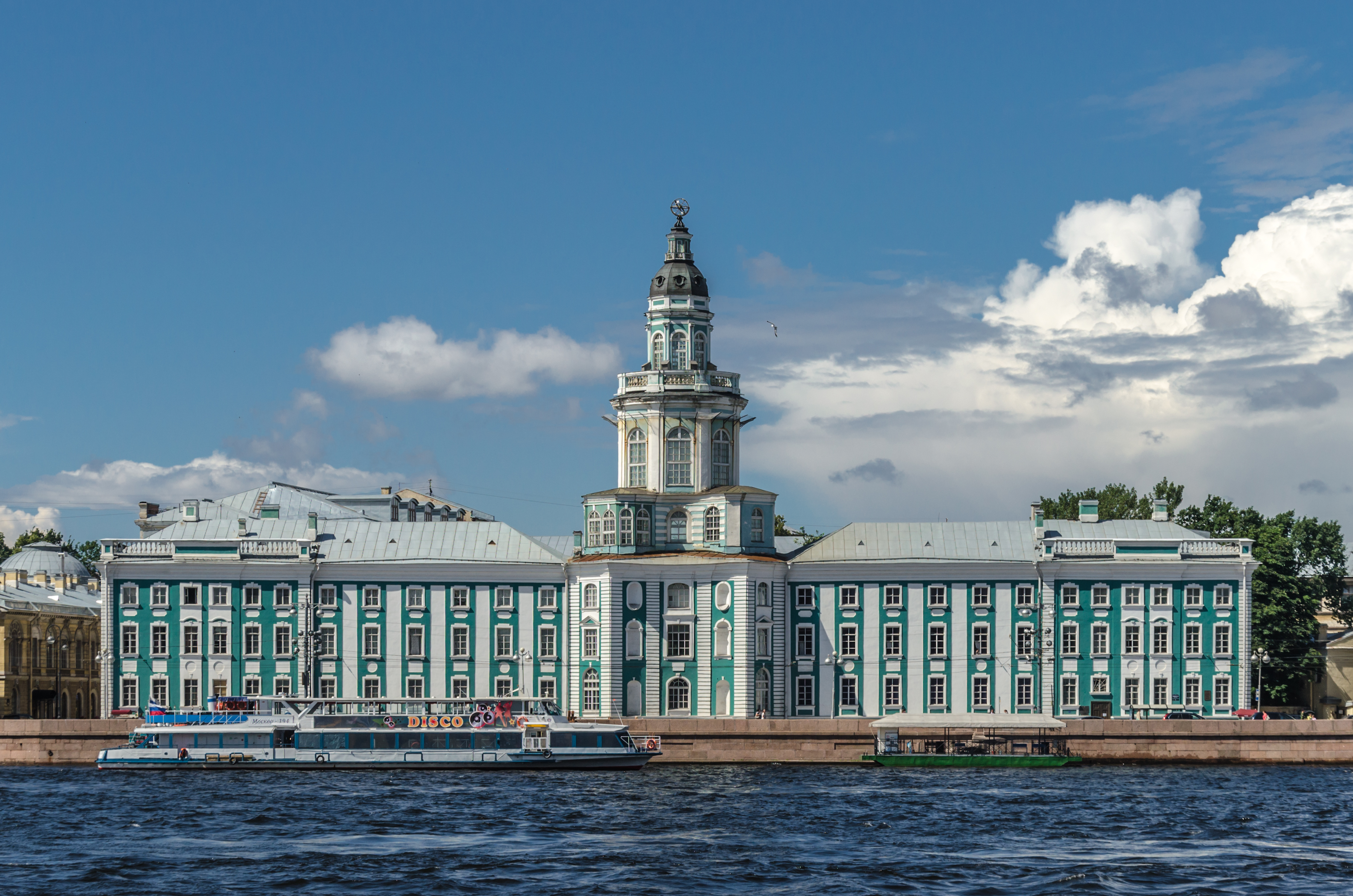
Здание Кунсткамеры в Санкт-Петербурге. 1719—1758

Ру́сское баро́кко — обобщающее название разновидностей художественного стиля барокко, которые сформировались в Русском государстве и в Российской империи в конце XVII— первой половине XVIII века, в основном в Санкт-Петербурге и Москве, в царствование Петра I и Елизаветы Петровны.

## Общие определения

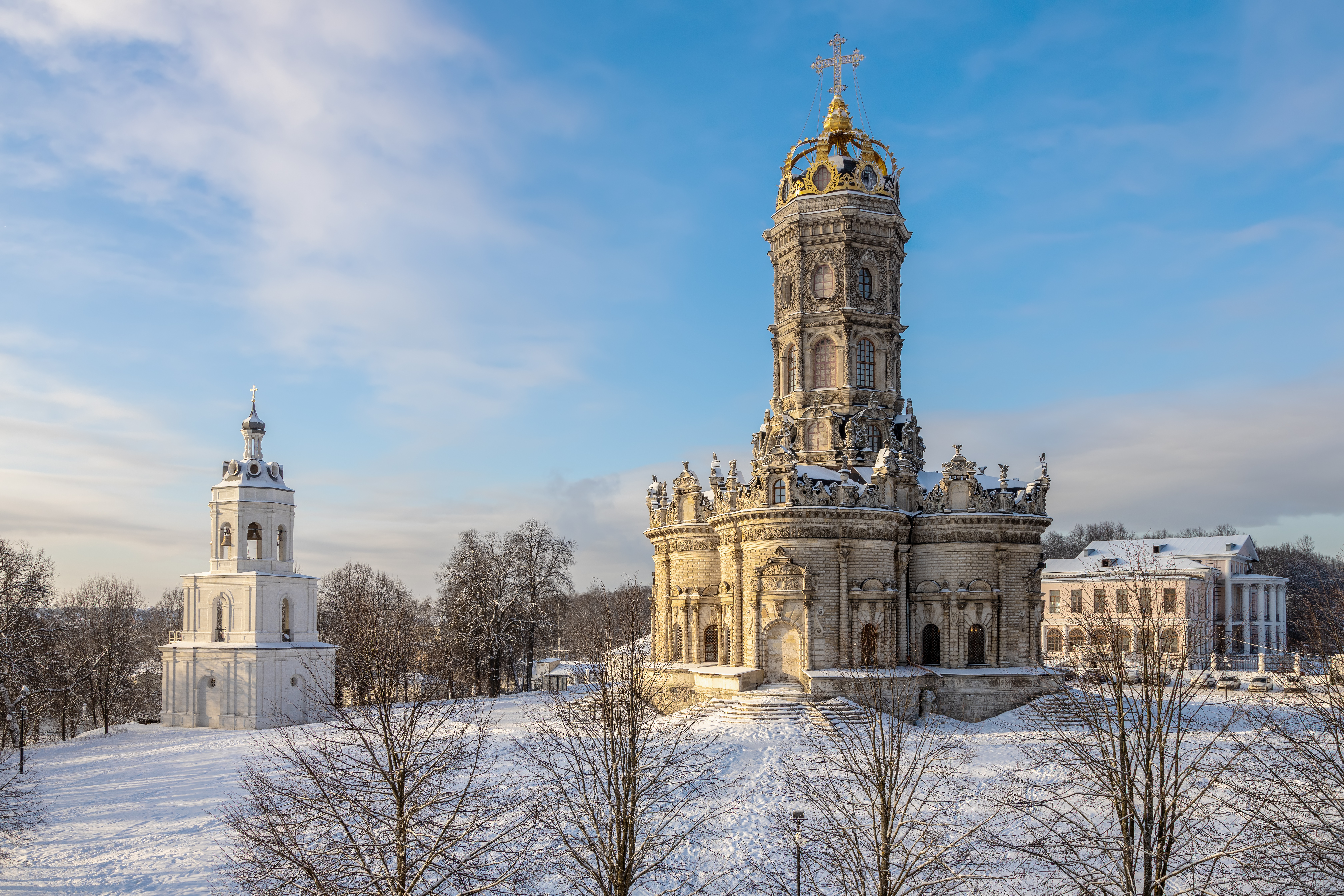
Голицынское барокко. Церковь Знамения Пресвятой Богородицы в Дубровицах. Подмосковье. 1690—1704

Архитектурный стиль барокко предполагает раскрытие объёмов в окружающее пространство, динамизм, экспрессию форм, преувеличенность масштабов, величественные ансамбли и огромные размеры зданий, мощные пропорции, контрасты замкнутых и открытых пространств, где каждый мог видеть алтарь; витые колонны, драматические эффекты, в том числе свет, идущий из купола сверху; иллюзиями «оживающих статуй», обилие цвета и позолоты, «квадратуры» росписей с «обманками», или эффектами «тромплёй» (фр. trompe-l'œil) и многое другое. Однако в России искусство барокко имело ряд существенных особенностей.

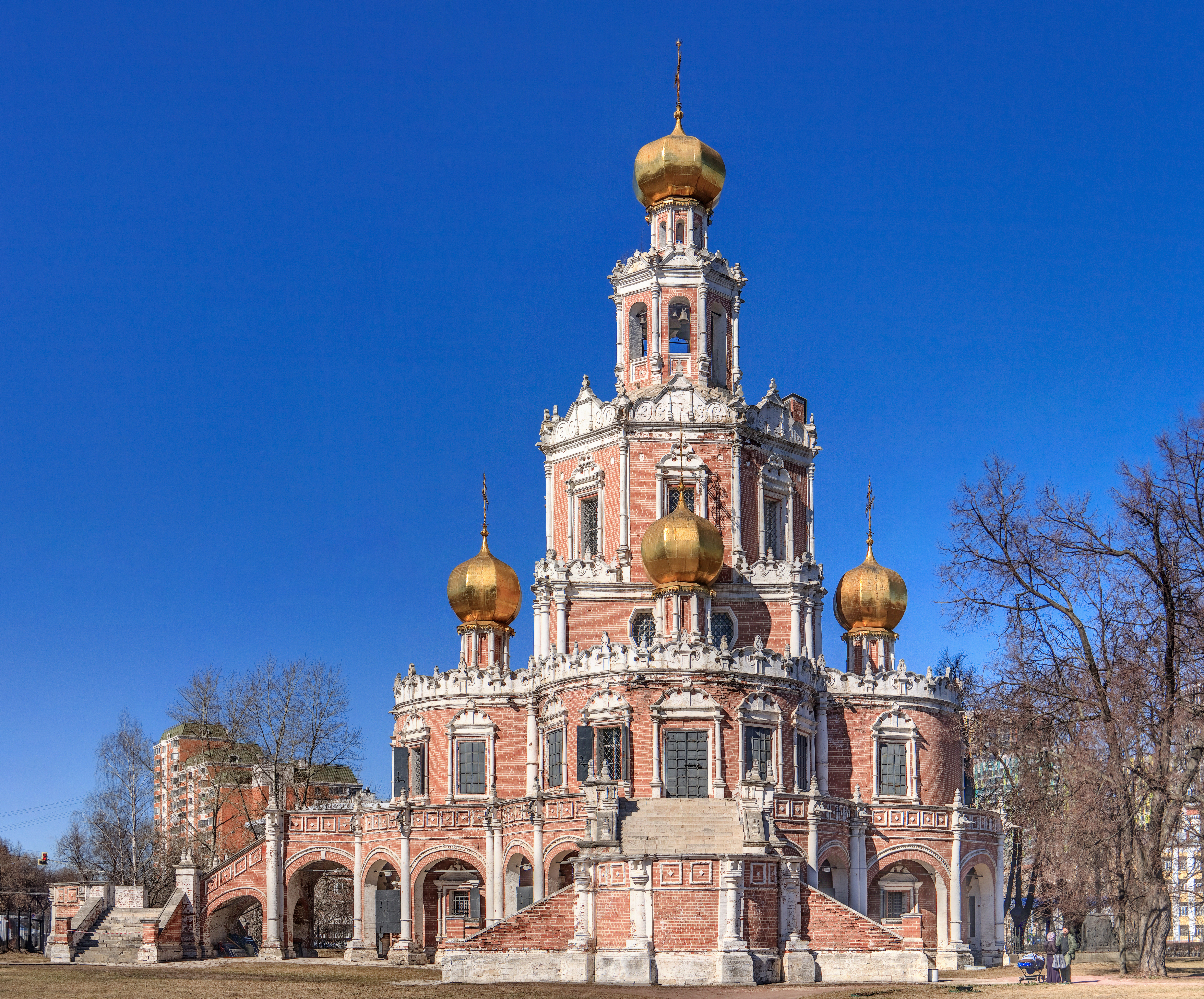
Нарышкинское барокко. Храм Покрова Пресвятой Богородицы в Филях под Москвой. 1690—1694

В России эпоха Возрождения в том смысле, в каком она сложилась в странах Западной Европы, прежде всего в Италии, по причине особых социально-экономических условий, не раскрылась полностью, поэтому до XVIII столетия не было достигнуто персонализации творчества в той мере, какая необходима для развития искусства как истории художественных стилей. Для сравнения: если в ренессансной Италии творчество Леонардо да Винчи, Рафаэля и Микеланджело обрело значение крупных художественных направлений, по которым в дальнейшем, в постренессансную эпоху, развивалось всё западноевропейское классическое искусство, то на Руси в эпоху «русского Ренессанса» выдающиеся произведения Андрея Рублёва и Дионисия имели скорее значение общей духовной тенденции. Перелом в мировоззрении, совершавшийся в Европе в эпоху Итальянского Возрождения, в России происходил позднее и замедленными темпами, на протяжении всего XVII столетия. Поэтому ренессансные просветительские функции приняло на себя искусство так называемого «русского барокко» XVII столетия. Отсюда его главное значение — не целостного художественного стиля, а скорее гуманистического, просветительского идеологического движения, приобщившего русскую культуру к достижениям западноевропейской цивилизации.
Второе существенное отличие развития русского искусства от западноевропейского заключается в том, что отдалённость России от мировых центров классического искусства — Афин, Рима, Флоренции, Парижа обусловила запаздывание и последующее «сращивание» исторических художественных стилей, которые последовательно рождались и развивались в метрополиях один за другим. Хронология и типология художественных стилей в России XVIII—XIX веков значительно отличается от западноевропейских.

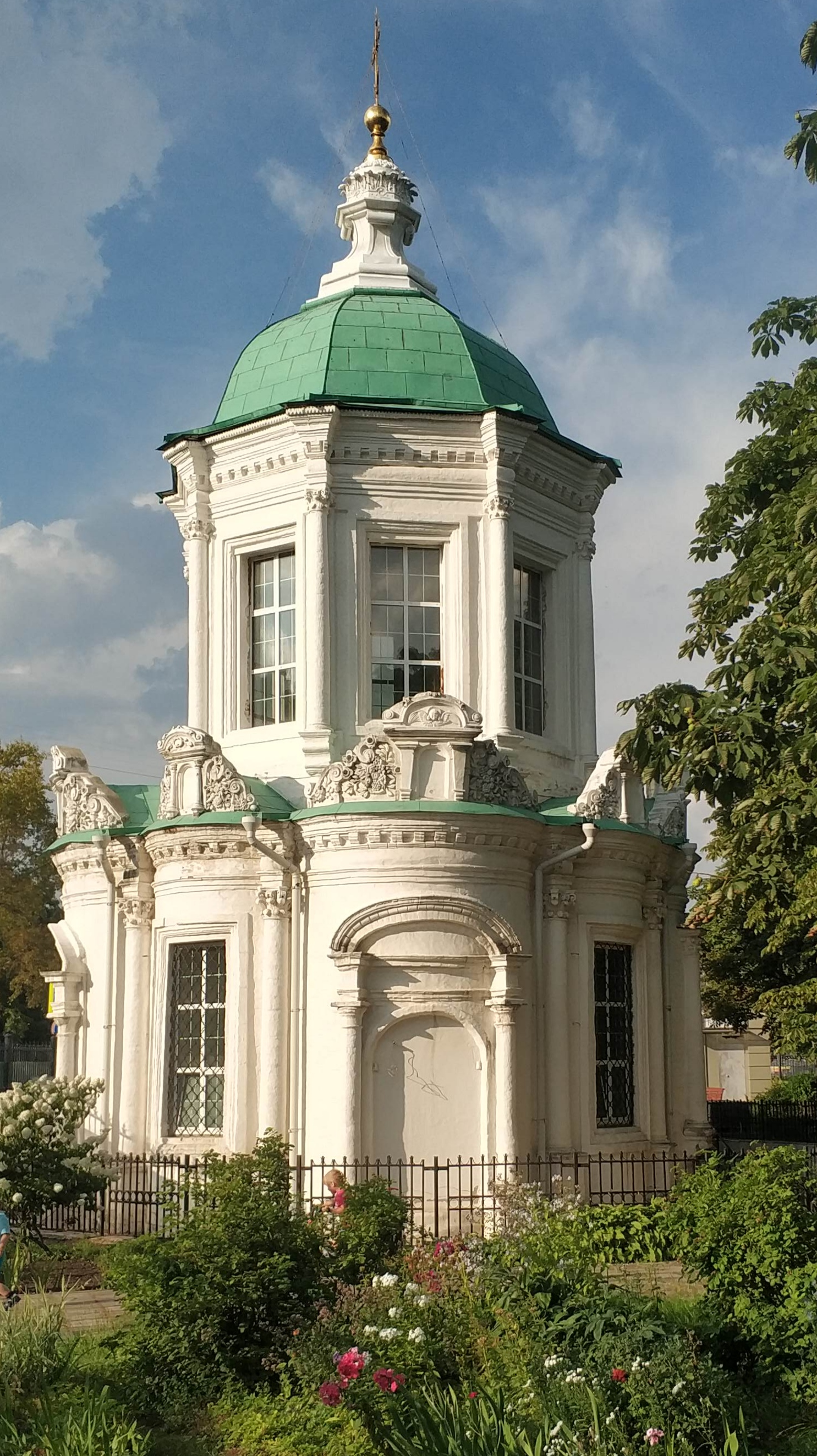
Голицынское барокко. Знаменская церковь в Перове 1690-1705

Историк русского искусства XVIII века Н. Н. Коваленская впервые сформулировала особенность «сращивания» художественных стилей в России. Она писала о том, что после петровских преобразований в начале XVIII века «многие этапы, последовательно проходившиеся другими европейскими народами, в России нередко оказывались как бы сросшимися, уплотнёнными… возникали иногда неожиданные соединения весьма разнородных явлений».

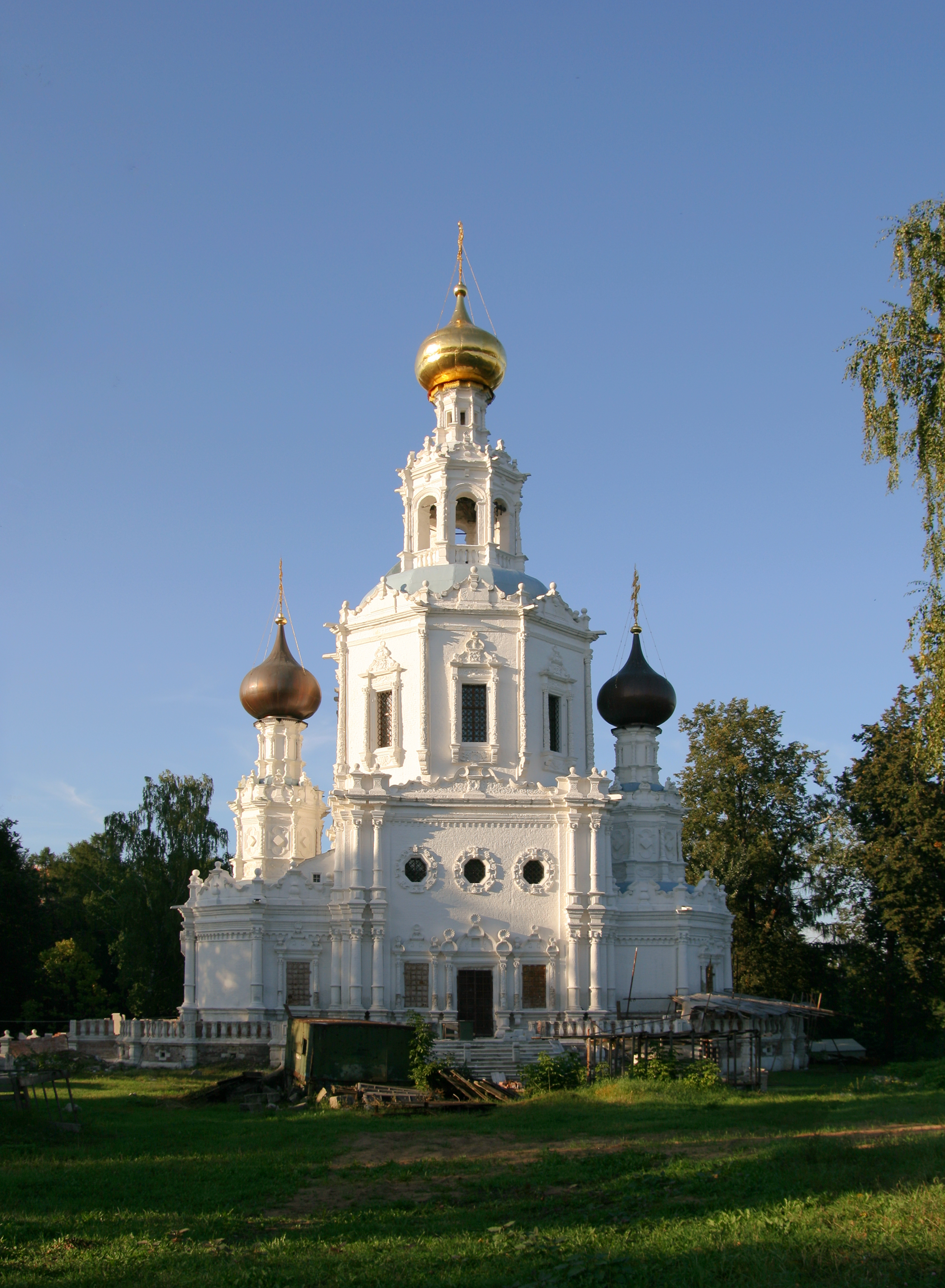
Нарышкинское барокко.Храм Троицы Живоначальной в Троице-Лыкове 1698—1703

Б. Р. Виппер в статьях 1940-х гг. уточнил этот тезис: «Правильнее, по-видимому, представлять себе картину развития художественного мировоззрения в России в том смысле, что, догоняя Европу всё более ускоряющимися темпами, русское искусство попутно решало задачи предыдущих этапов развития, а иногда, напротив, неожиданным скачком опережало Европу и выходило из рамок закономерного, казалось бы, развития, сочетая, таким образом, на одной и той же стадии эволюции передовые черты с элементами отсталыми, с традициями глубоко консервативными».
Нечто похожее происходило в Англии, где территориальная и историческая отстранённость от континентальной Европы во взаимодействии с особой психологией англичан породила своеобразный «английский стиль», в сущности, мало менявшийся в течение столетий и объединивший местные варианты также незначительно различающихся между собой, но весьма отличных от европейских английского классицизма, барокко и рококо.
В странах Западной Европы стиль барокко, прежде всего в архитектуре, формировался на основе переосмысления уже сложившихся в Италии в начале XVI века классицистических форм архитектуры и живописи. В России возникла иная последовательность художественных стилей: вначале развивалось специфичное «русское барокко» (конец XVII — первая половина XVIII в.), а затем классицизм (вторая половина XVIII — начало XIX в.). В Западной Европе период второй половины XVIII столетия именуют неоклассицизмом (второй либо третьей «волной» классицистического движения). Россия же проходила этот этап впервые. Поэтому, по мнению многих исследователей, значительно усилившиеся в XVII столетии западноевропейские влияния на русскую культуру следует рассматривать не в качестве причины формирования нового стиля, а как следствие особенностей предренессансного национального развития.
В России расцвет искусства барокко, отразившего рост и укрепление абсолютной монархии, приходится на первую половину XVIII века. Русское зрелое барокко, в частности в архитектуре, отличалось от западноевропейского структурной ясностью и простотой планировочных решений, тесной связью конструктивной основы и декоративных элементов. Другой отличительной особенностью русского барокко был его мажорный характер, активное использование цвета, смелых колористических и светотеневых контрастов, включая золочение.

## Основные этапы формирования стиля барокко в России
- Московское барокко (с 1680-х по 1700-е годы, также «нарышкинское барокко») — переходный период от узорочья к полноценному барокко с сохранением многих конструктивных и декоративных элементов древнерусской архитектуры, переработанных под влиянием барокко Речи Посполитой. Отличительной чертой этого стиля было изобилие измельчённого декора, вертикальная направленность, ярусная композиция (восьмерик на четверике, тетраконх).
- Строгановское барокко — конвенциональный извод московского барокко, в котором выполнены четыре храма: Рождественская и Смоленская церкви в Нижнем Новгороде, Введенский собор в Сольвычегодске и Казанская церковь в Устюжне.
- Голицынское барокко — наиболее радикальное направление в границах московского барокко под значительным влиянием итальянского барокко посредством странствующих артелей, прежде всего тессинских мастеров.
- Петровское барокко (с 1700-х по 1720-е годы) — совокупность индивидуальных манер творчества западноевропейских архитекторов, приглашённых Петром I для застройки новой столицы, Санкт-Петербурга, и их русских учеников.
- Елизаветинское барокко (c 1730-х по 1760-е годы) — наиболее полно этот своеобразный барочно-рокайльный стиль воплотился в грандиозных постройках Ф. Б. Растрелли в Санкт-Петербурге и пригородных дворцах.

## Галерея

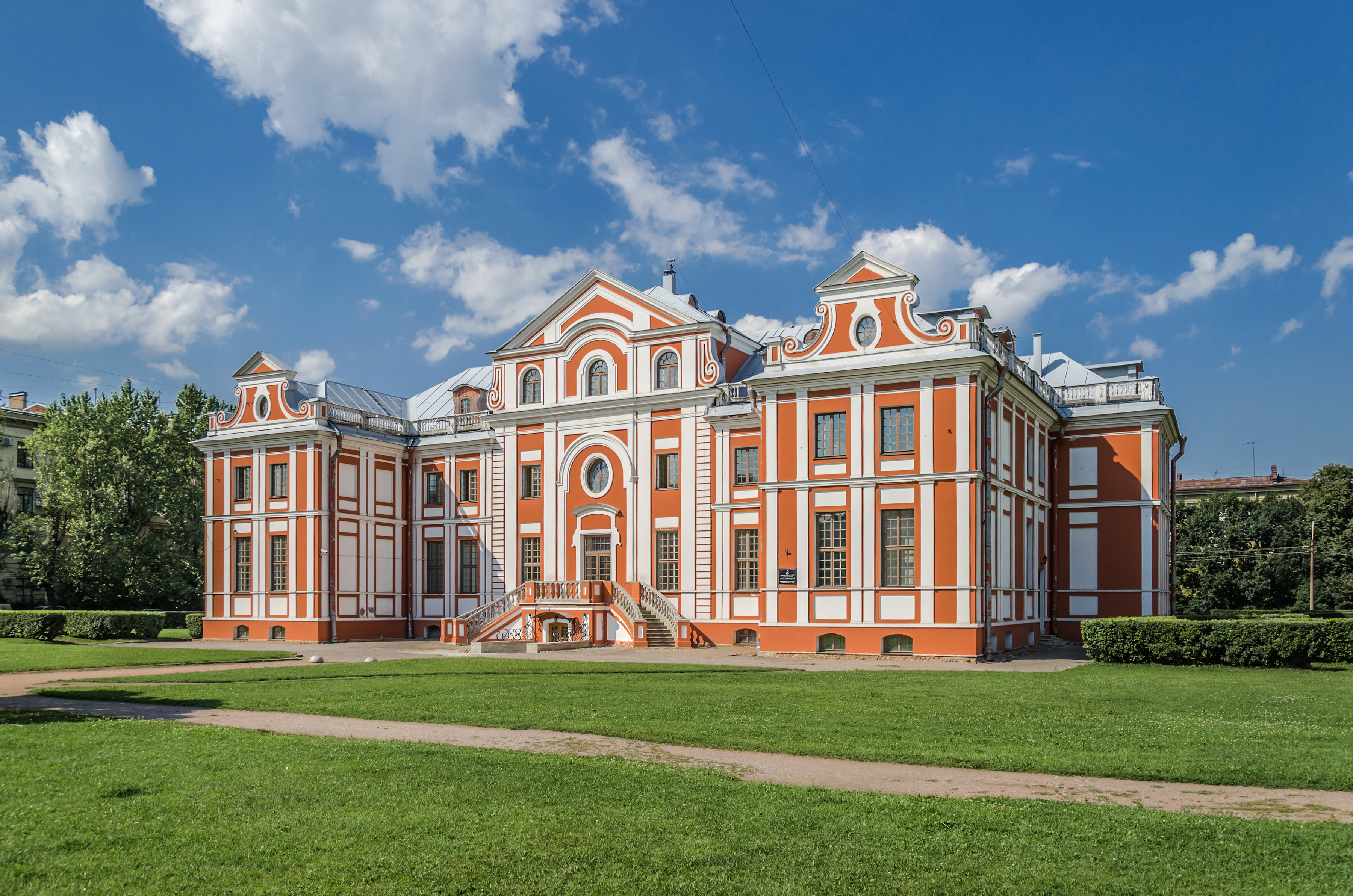
Петровское барокко. Кикины палаты. Санкт-Петербург. 1714—1718
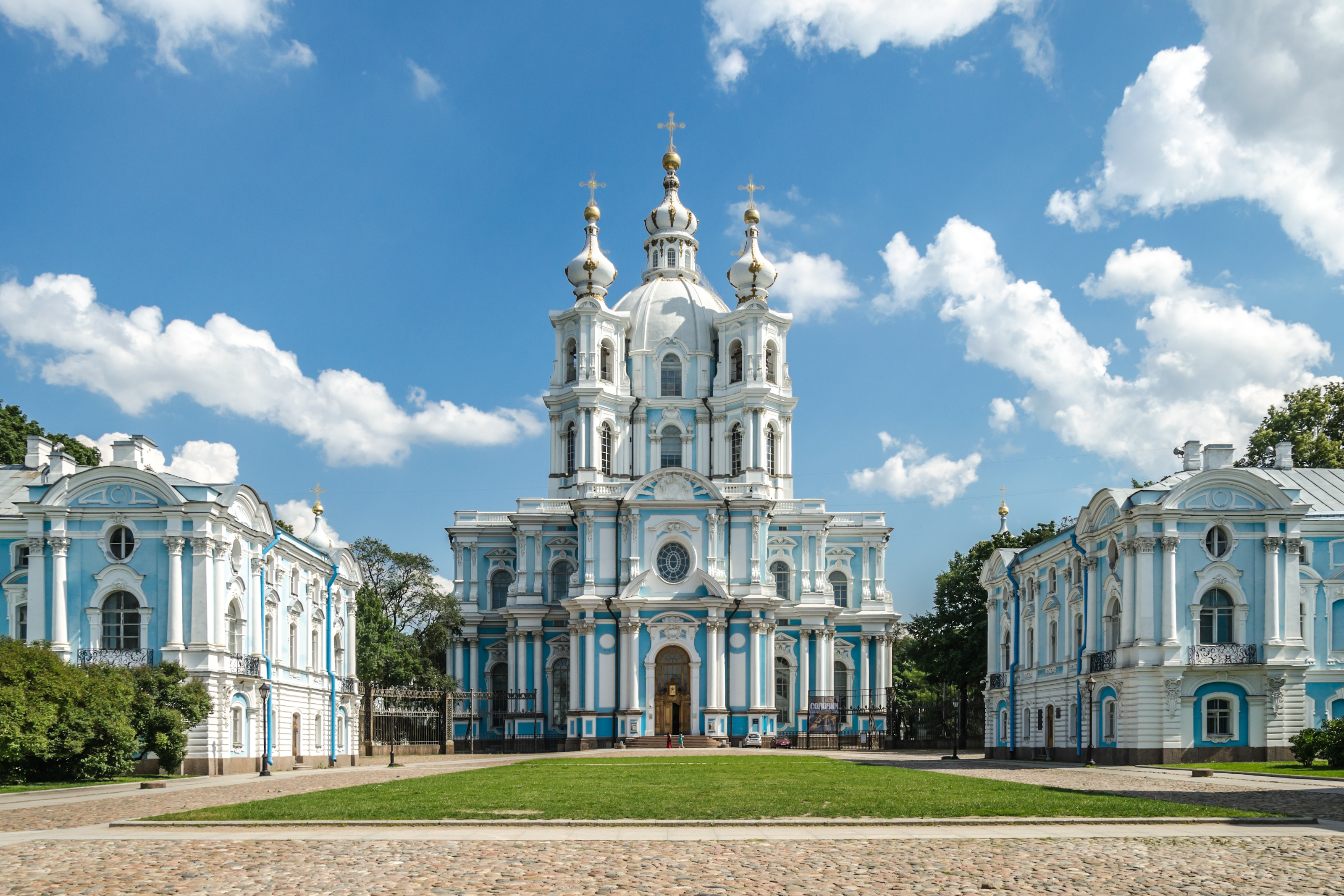
Елизаветинское барокко. Воскресенский собор Смольного монастыря. Санкт-Петербург. 1748—1764. Архитектор Ф. Б. Растрелли
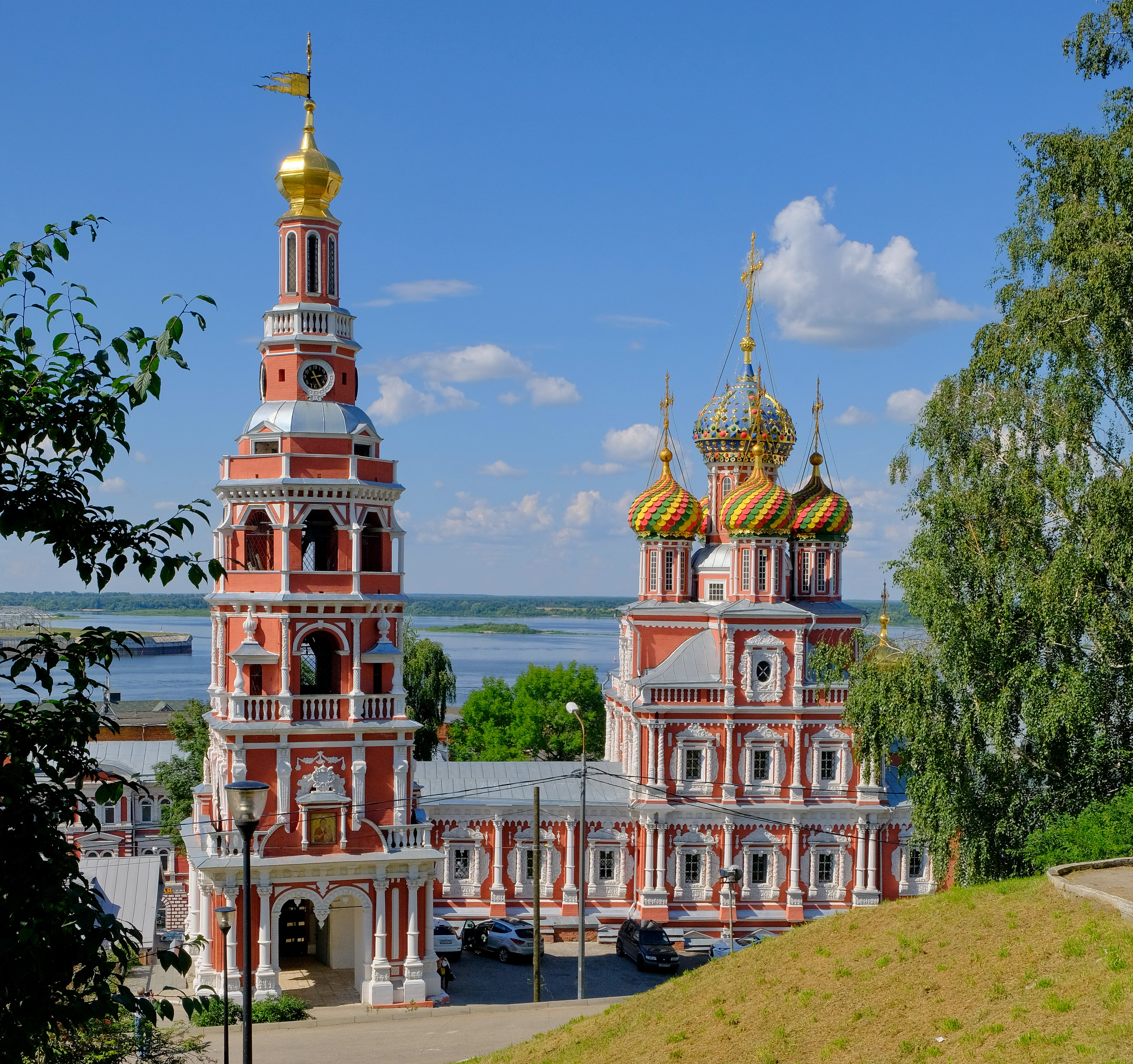
Рождественская церковь, Нижний Новгород
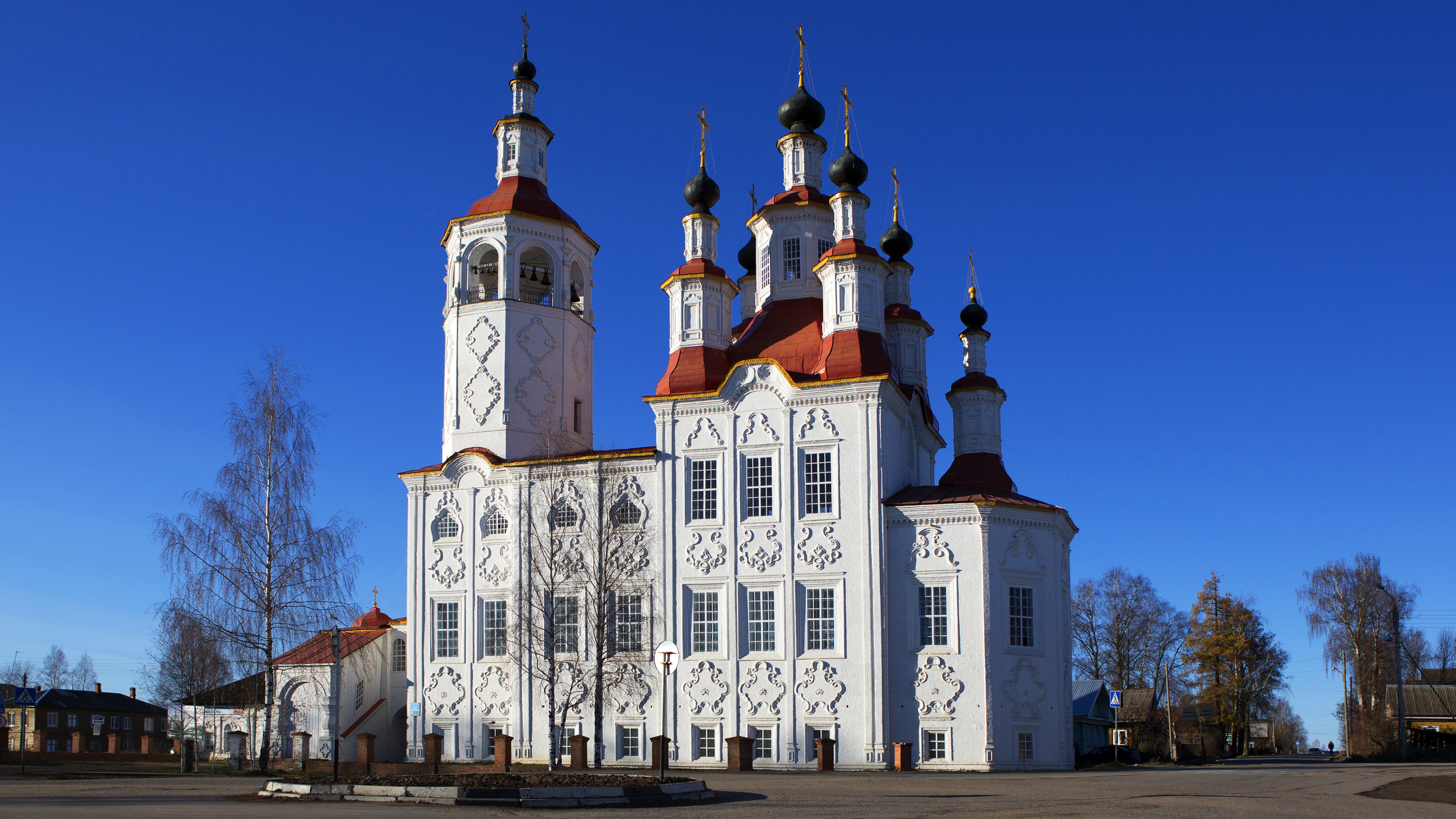
Входоиерусалимская церковь, Тотьма
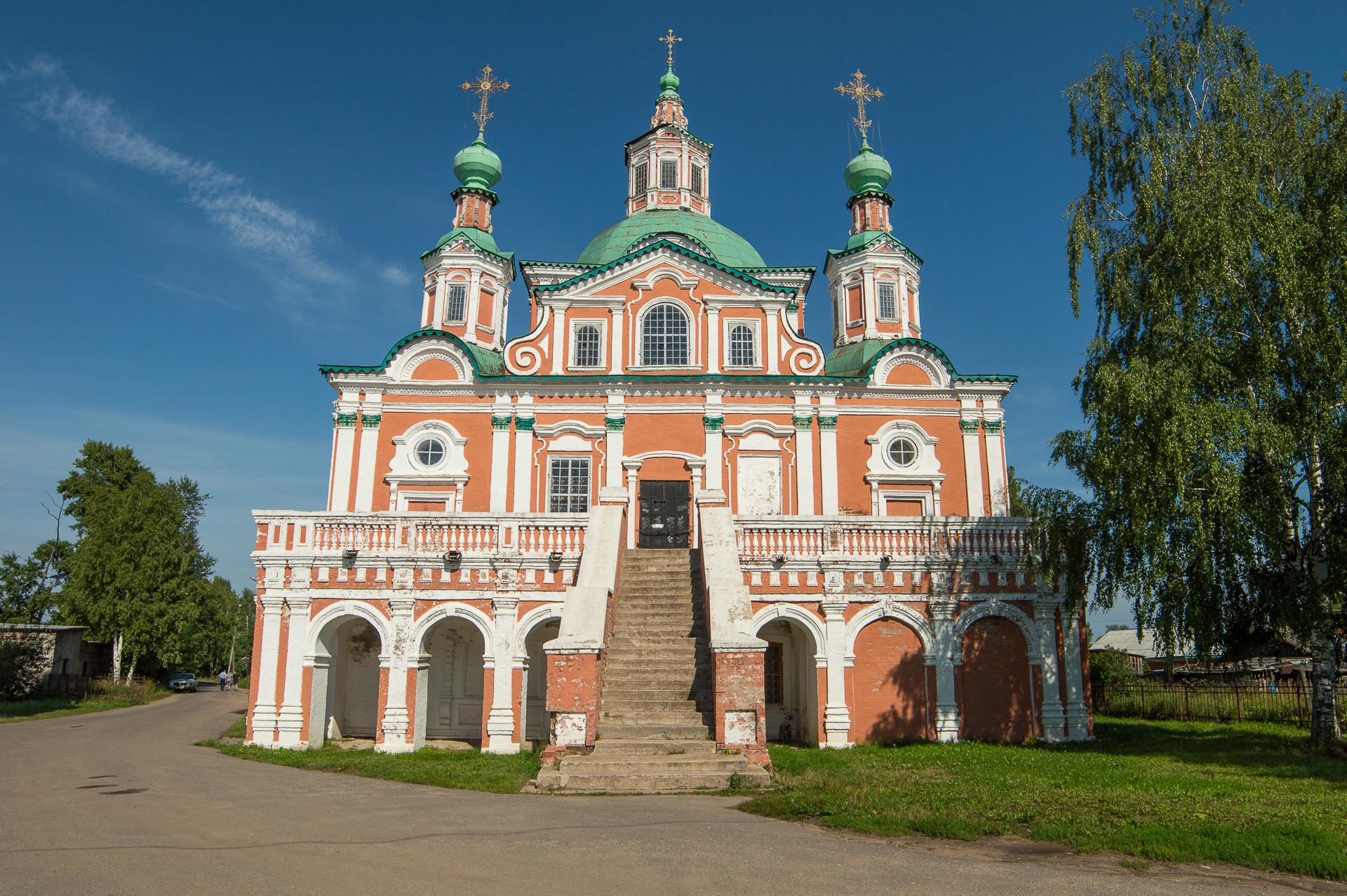
Церковь Симеона Столпника, Великий Устюг
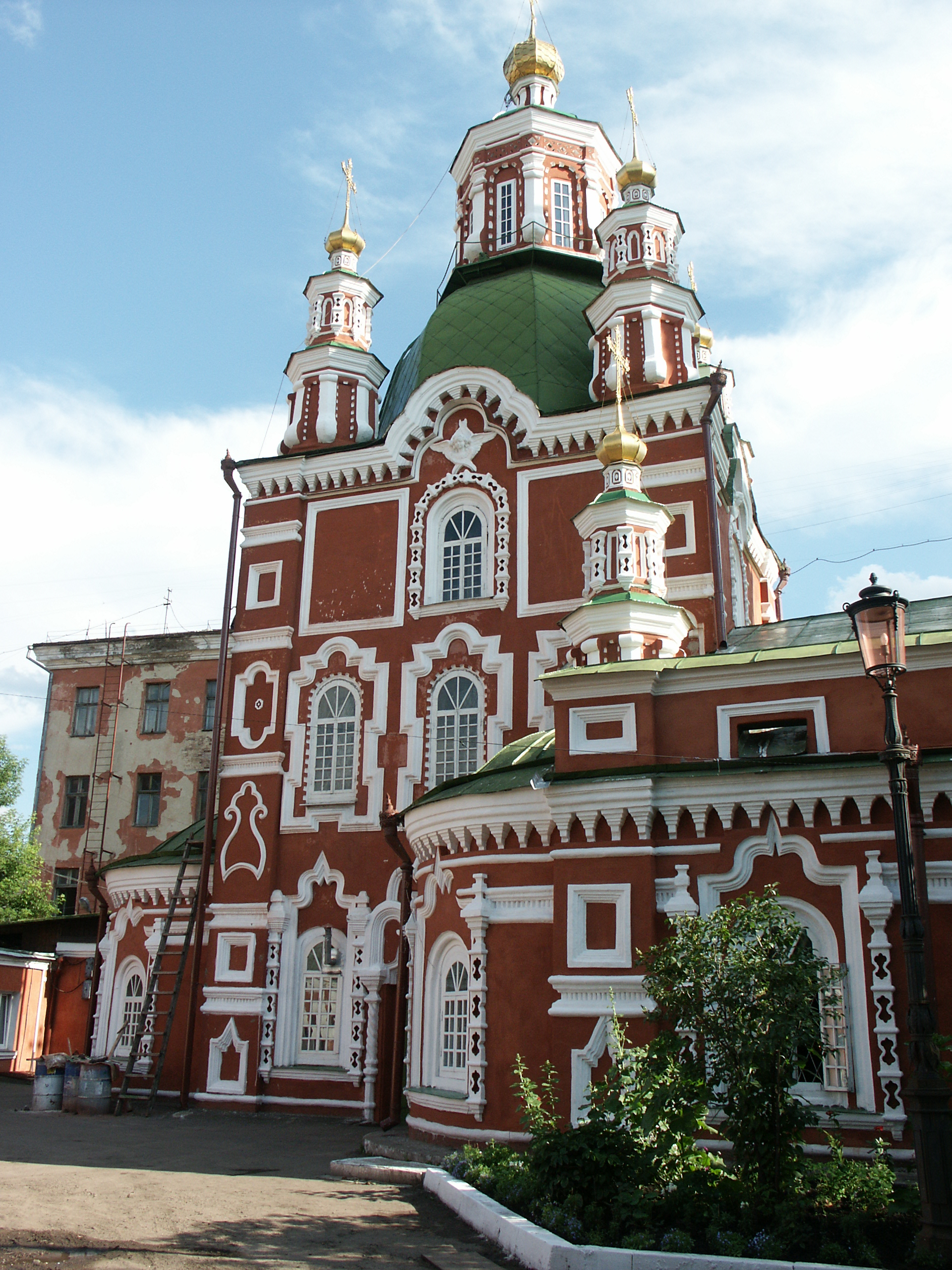
Покровский собор, Красноярск
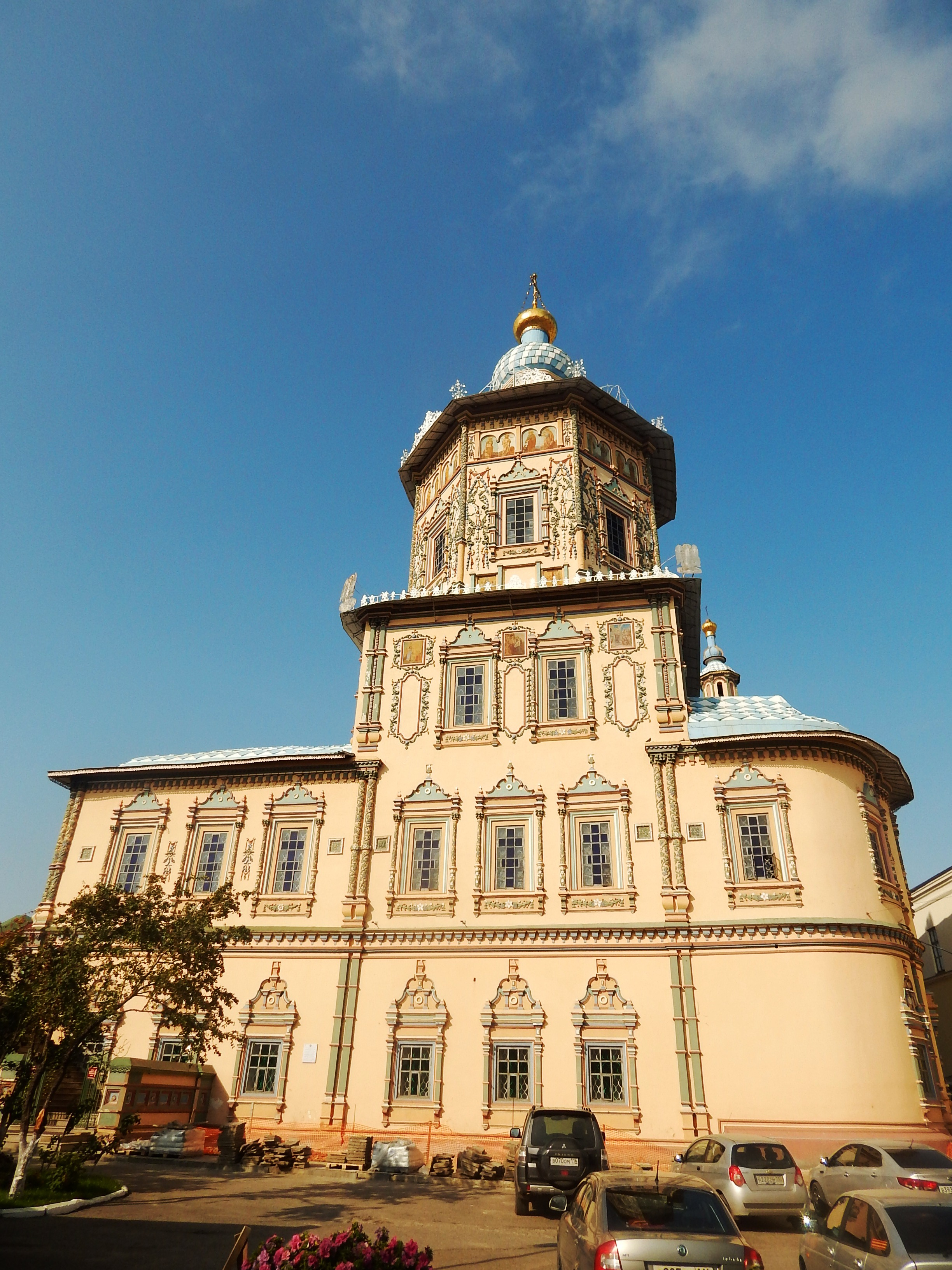
Петропавловский собор, Казань
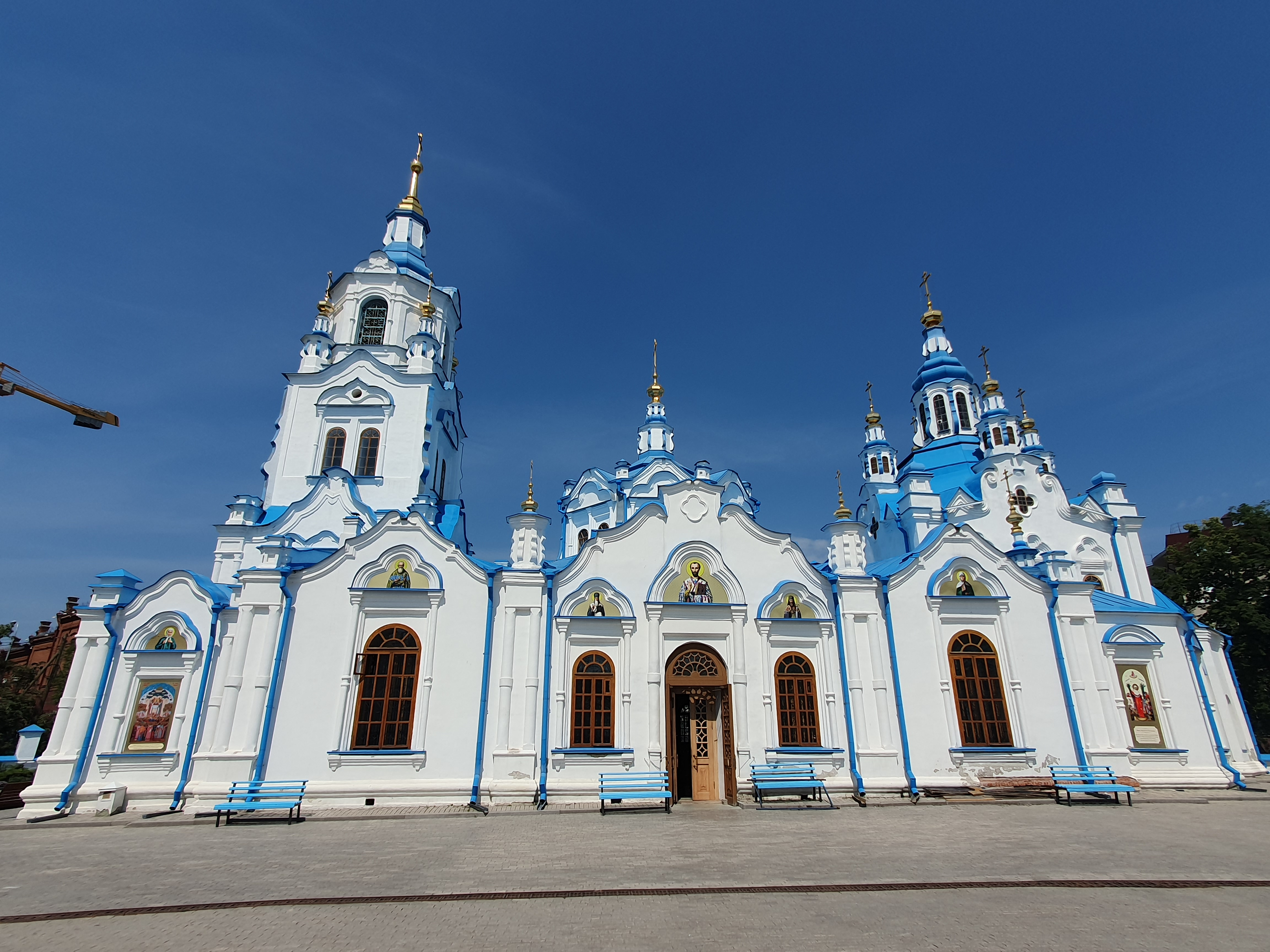
Знаменский собор, Тюмень
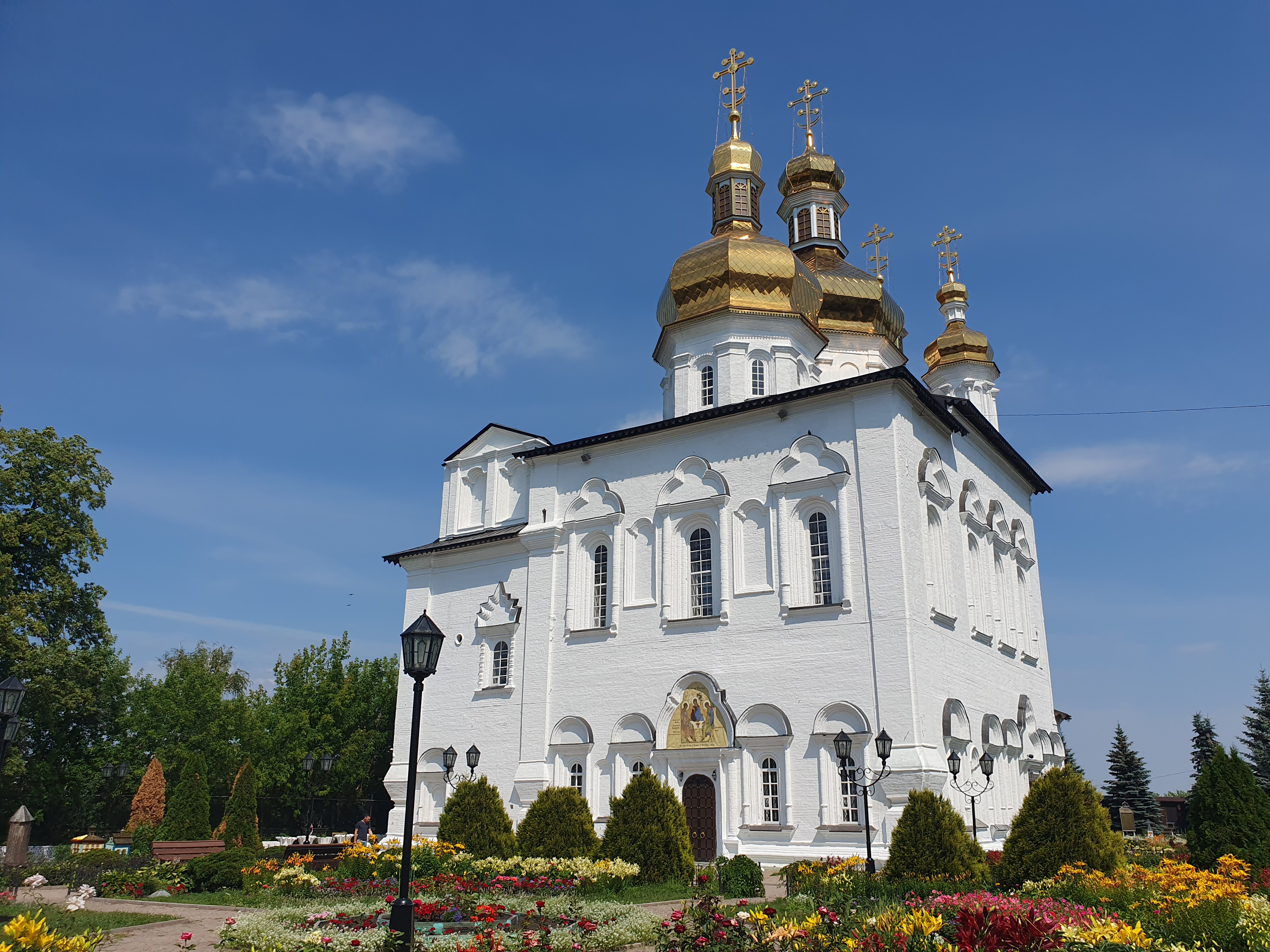
Троицкий собор, Тюмень
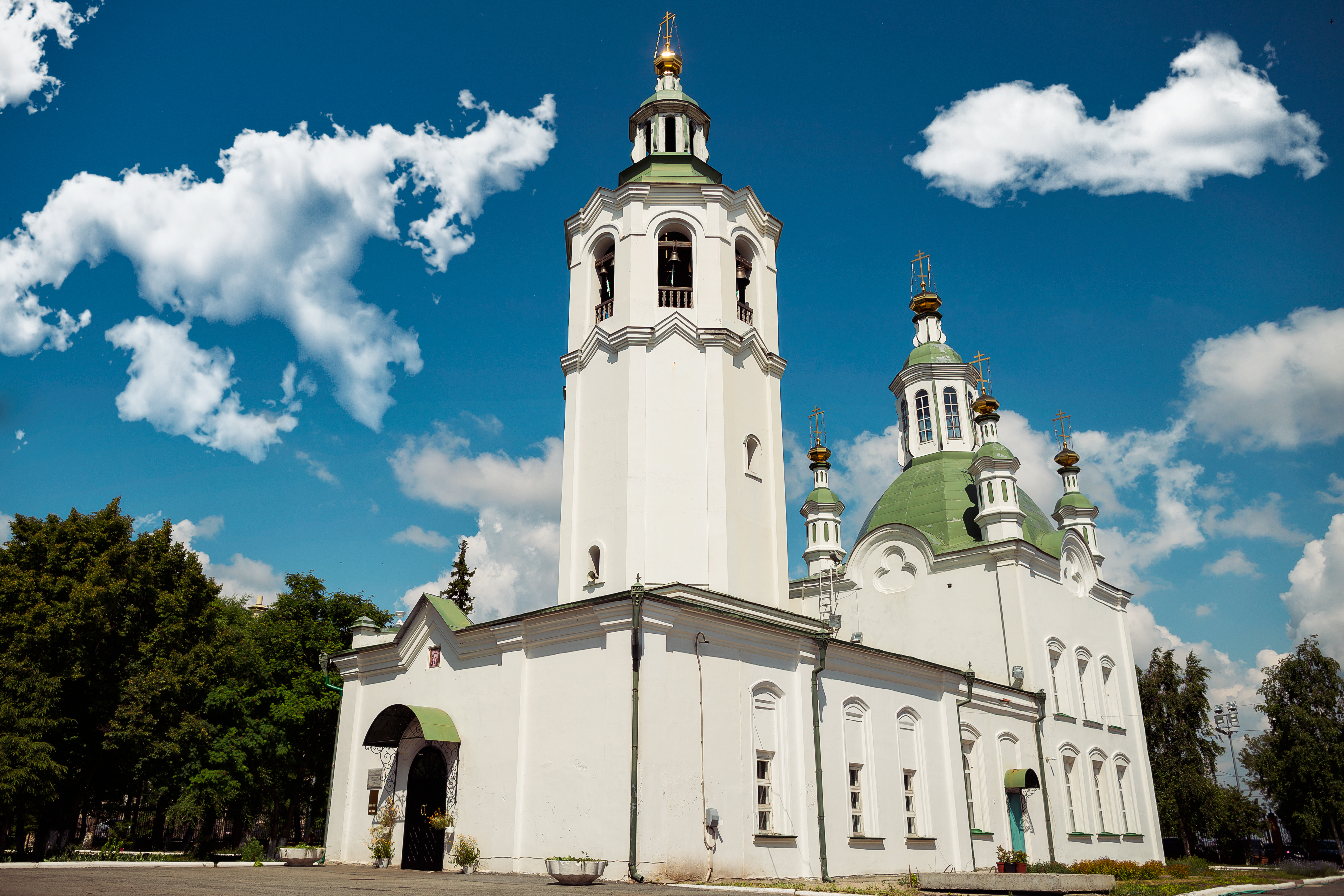
Крестовоздвиженская церковь, Тюмень
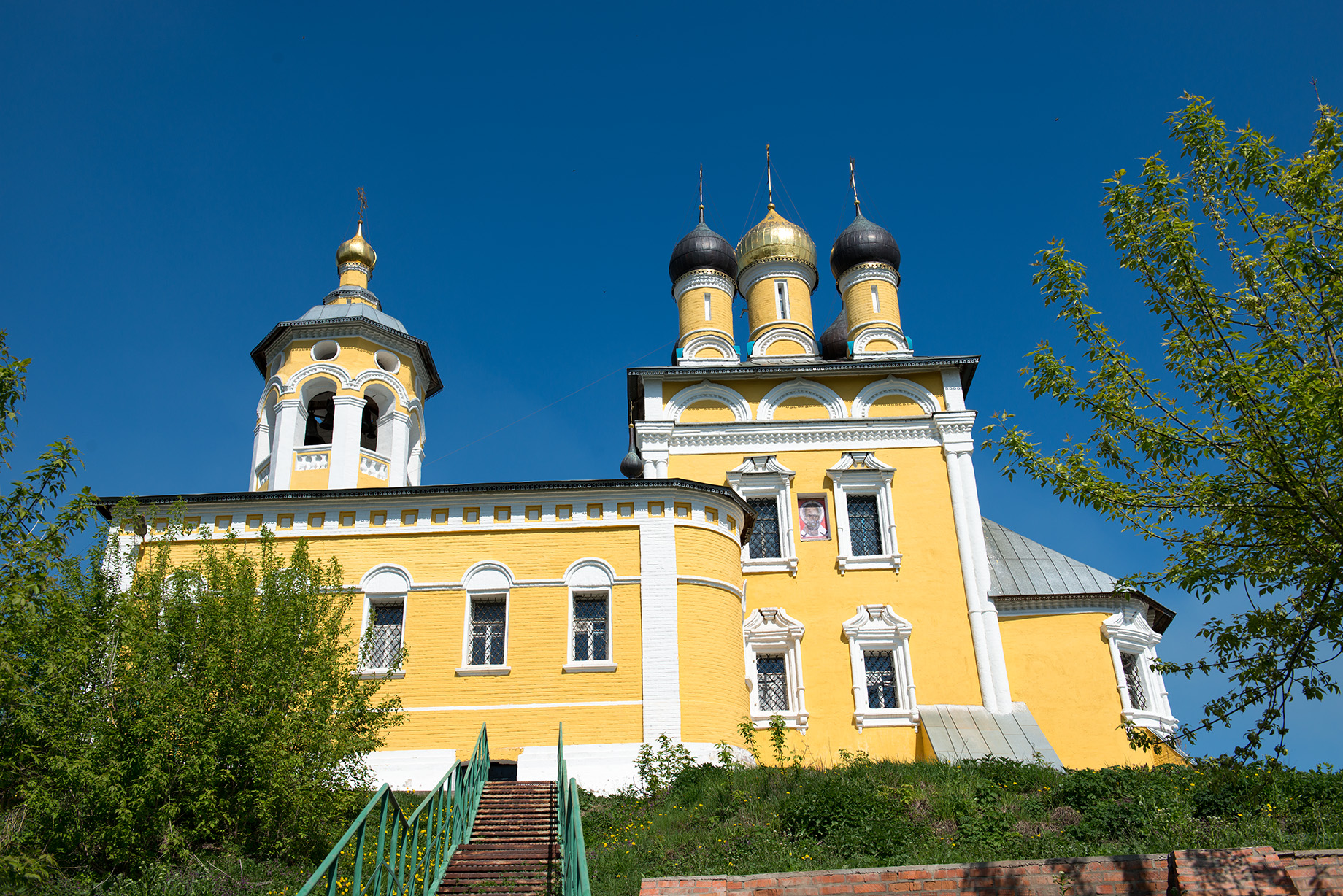
Николо-Набережная церковь, Муром

## Региональные разновидности
Для провинциального барокко на севере и востоке России характерны упрощённые формы и тенденция к живописному нагромождению последовательно уменьшающихся объёмов. А. Ю. Каптиков считает возможным говорить о существовании провинциальных школ барокко в Тотьме, Великом Устюге, Вятском крае, на Урале («походяшинские» церкви) и в Сибири. Большим своеобразием отличается сибирское барокко, сочетающее разработку заветов московского барокко с конструктивными заимствованиями из словаря украинского барокко и декоративными привнесениями с Востока.
На западе Российской Федерации долгое время сохранялись памятники как польского барокко (костёл в Себеже 1625 г., Спасская церковь в Трубчевске 1640 г.), так и барокко казацкого, характерного для Слобожанщины (Казацкий собор в Стародубе 1678 г., Троицкий собор в Белгороде, трёхглавый собор в Севске). В настоящее время многие из них находятся в плачевном состоянии.